# *すまいるママ*
＊すまいるママ＊（1974年 -  ）は、日本の手芸絵本作家、童話作家、キャラクターデザイナーである。男性。エッセイスト＊すまいるパパ＊と同一人物。日本児童出版美術家連盟会員。絵本やイラストの作成、布絵本教室の講師、フェルト作品のワークショップ等を行っている。

## 来歴
1974年、岐阜県生まれ。1991年、加納高校美術科を卒業。多摩美術大学美術学部グラフィックデザイン学科を卒業。サンエックス株式会社にてキャラクターデザイナーを経た後、2004年に「＊すまいるママ＊」のペンネームで絵本作家デビュー。フェルトや布、ビーズや綿などを使った作品作りが特徴。

## 主な著作

### 絵本
- 『ながれぼし きらり』 （2004年、ヴィレッジブックス、ISBN 978-4863324350）
- 『はなになりたい』 （2004年12月、ヴィレッジブックス、ISBN 978-4863324466）
- 『ぼくのきいろいおうち』 （2005年6月、ヴィレッジブックス、ISBN 978-4863324527）
- 『ブレーメンのおんがくたい』 作：グリム（2006年5月、ヴィレッジブックス、ISBN 978-4863324954）
- 『てぶくろ』 作：ウクライナ民話（2006年12月、ヴィレッジブックス、ISBN 978-4863325227）
- 『アリとキリギリス』 （2007年7月、ヴィレッジブックス、ISBN 978-4863325593）
- 『サーカスへようこそ』 （2008年2月、PHP研究所、ISBN 978-4569687643）
- 『おさんぽ さんぽ』 （2012年12月、フレーベル館、ISBN 978-4577039878）
- 『イソップどうわ 25話』 文：西本鶏介、大石真、絵：コダイラヒロミ、＊すまいるママ＊（2010年4月、学研、ISBN 978-4052032387）
- 『ヤッピーのふしぎなおもちゃ』 （2010年5月、教育画劇、ISBN 978-4774611686）
- 『名作よんでよんで おやすみ前のお話366話』 監修：尾木直樹、文：西本鶏介、大石真、絵：コダイラヒロミ、＊すまいるママ＊（2012年11月、学研、ISBN 978-4052035623）
- 『おさんぽ さんぽ』 （2012年12月、フレーベル館、ISBN 978-4577039878）
- 『ぞうさんがびっくり！』 （2013年5月、教育画劇、ISBN 978-4774613529）
- 『ぽんぽこ しっぽんた』 （2013年9月、PHP研究所、ISBN 978-4569783468）
- 『これなあに？』 （2014年9月、フレーベル館、ISBN 978-4577042076）
- 『キャベツのなかから』 （2016年4月、学研、ISBN 978-4052044052）
- 『にっこりじまのちゅうちゅうたい』 （2016年11月、ひさかたチャイルド、ISBN 978-4865490879）
- 『ふわふわ もこもこ どうぶつたっち』 （2016年12月、東京書店、ISBN 978-4885740763）

### 「チクチクさん」シリーズ
- 『チクチクさん』 （2009年1月、PHP研究所、ISBN 978-4569689388）
- 『チクチクさんともりのかいぶつ』 （2010年2月、PHP研究所、ISBN 978-4569780290）
- 『チクチクさんトゲトゲさん』 （2011年8月、PHP研究所、ISBN 978-4577039878）